# Кузнецов Лев Миколайович
Лев Миколайович Кузнецов (14 жовтня 1929, село Апраксіно Больше-Болдінського району Нижньогородської губернії, тепер Нижньогородської області, Російська Федерація — 23 серпня 1987, місто Москва) — радянський діяч, голова Тюменського облвиконкому, заступник голови Держагропрому СРСР. Депутат Верховної Ради СРСР 8—9-го скликань.

## Життєпис
Народився в селянській родині.
У 1951 році закінчив Горьковський сільськогосподарський інститут.
У 1951—1959 роках — зоотехнік ферми, старший зоотехнік, директор радгоспу «Красноорловський» Армізонського району Тюменської області.
Член КПРС з 1954 року.
У 1959—1961 роках — начальник управління радгоспів, директор тресту радгоспів Тюменського обласного управління сільського господарства.
У 1961—1962 роках — заступник голови виконавчого комітету Тюменської обласної ради депутатів трудящих. У грудні 1962 — грудні 1964 року — 1-й заступник голови виконавчого комітету Тюменської сільської обласної ради депутатів трудящих — начальник Тюменського обласного управління виробництва і заготівель сільськогосподарських продуктів.
У 1964—1968 роках — заступник голови виконавчого комітету Тюменської обласної ради депутатів трудящих.
У 1968—1972 роках — секретар Тюменського обласного комітету КПРС.
У 1972—1976 роках — голова виконавчого комітету Тюменської обласної ради депутатів трудящих.
У 1976—1985 роках — заступник міністра сільського господарства СРСР.
У грудні 1985 — 23 серпня 1987 року — заступник голови Державного агропромислового комітету (Держагропрому) СРСР.

## Нагороди та відзнаки
- орден Жовтневої Революції
- три ордени Трудового Червоного Прапора
- два ордени «Знак Пошани»
- медалі
- Державна премія СРСР